# Plant
Plant (česky též „Chrlič“ nebo „Inovátor“), v americké angličtině Innovator, je označení pro jednu ze skupinových rolí ve třídění dle Belbina.

## Charakteristika
- je v týmu hlavním zdrojem myšlenek a nápadů, neznamená to, že by ostatní myšlenky a nápady neměli, ale ty jeho vynikají nad ostatní originálností a odolností vůči všem překážkám
- vyniká představivostí a intelektuální kapacitou
- při řešení problémů je to obvykle on, kdo navrhuje nová řešení, hledá úniky z bezvýchodných situací, přináší nové pohledy na již ustálené činnosti
- obvykle neřeší detaily, zaobírá se nejčastěji podstatnými problémy, vše ostatní nechává na jiných členech týmu
- typické jsou omyly způsobené nedbalostí
- objevuje se u něj důvěřivost a bezprostřednost, která může být nepříjemná pro ostatní, pokud je spojena s osobní kritikou jiných členů
- často používá kritiku, aby si vytvořil pole pro vlastní nápady
- věnuje energii nápadům, které nemusí být v souladu s cíli týmu
- obtížně se vyrovnává s kritikou vlastních nápadů
- občas je obtížné s ním pracovat, aby se zároveň braly v potaz jeho nápady a zároveň se zohlednily potřeby týmu

## Základní přínosy
- tvůrčí
- nápaditý a neortodoxní
- dokáže řešit náročné problémy

## Přípustné slabiny
- ignoruje podružnosti
- je velmi zaujatý vlastními myšlenkami na úkor efektivní komunikace